# يوجين هارتونغ
يوجين هارتونغ هو رسام توضيحي ورسام سويسري، ولد في 5 يوليو 1897 في فالدي في سويسرا، وتوفي في 18 أغسطس 1973 في زيورخ في سويسرا.